# Kozma József (zeneszerző)
Kozma József, Joseph Kosma (Budapest, 1905. október 22. – Val-d’Oise, La Roche-Guyon, 1969. augusztus 7.) magyar zeneszerző, a francia sanzon megújító mestere és a világsikerű Hulló levelek szerzője.

## Életpályája
Kozma (Kohn) Bernát (1872–1959) magánhivatalnok, szakíró és Austerlitz Zelma (1885–1945) tanárnő fia. Szülei gyors- és gépíró iskolát alapították, amelyben mindketten tanítottak. Egy Ákos nevű öccse született 1911-ben, aki magánirodai alkalmazottként dolgozott, a holokauszt során vesztette életét. A Liszt Ferenc Zeneművészeti Főiskolán Siklós Albert és Weiner Leó tanítványa volt. Zeneszerzés és karmester szakon végzett. 1926 és 1928 között a Magyar Állami Operaház korrepetitora volt. Közben avantgárd táncszínházakban dolgozott, Madzsar Alice mozdulatművészeti együttesének házi komponistája, és a Zeneakadémia kistermében rendezett Cikcakk-estek karmestere volt. 1929-ben ösztöndíjat kapott a berlini Operába, ám otthagyta a karmesterséget és Brecht vándortársulatához csatlakozott. Együtt dolgozott Hanns Eislerrel és Kurt Weill-lel, akik nagy hatással voltak rá. Ekkor alakult ki ars poétikája: elkötelezett zenét akar írni, nála majd a filmzene sem lehet pusztán szórakoztató zenekíséret.
1933-ban a nemzetiszocializmus térnyerése miatt Párizsba ment (a francia állampolgárságot 1949-ben kapta meg), ahol Lys Gauty kísérője lett. Megismerkedett Jacques Prévert-rel, akinek verseire több mint nyolcvan dalt írt, ám ezeket 1945-ig nem énekelhették nyilvánosan. A háború után viszont a Frères Jacques, Yves Montand, Germaine Montéro, Cora Vaucaire és még sokan mások tűzték műsorukra a dalait, melyekből több világsiker lett. Írt dalt Guillaume Apollinaire és Francis Carco verseire, dolgozott Robert Desnos-val (La Fourmi) és Raymond Queneau-val – az ő verseire írt dalok Juliette Gréco előadásában lettek világhírűek.
Leghíresebb szerzeménye Marcel Carné Az éjszaka kapui (1946) című filmjében felcsendült Les Feuilles mortes (Hulló levelek), amelyet Jacques Prévert költő szövegével Yves Montand, Juliette Gréco és Édith Piaf, angolul pedig Sinatra és Nat King Cole tett világszerte ismertté. Angol címén (Autumn Leaves) – főleg Oscar Petersonnak köszönhetően – dzsessz-sztenderddé vált, s tette halhatatlanná Kozma Józsefet. E dalát 1980-ban a francia Filmművészeti és Filmtechnikai Akadémia tagjai megválasztották „a francia filmművészet legszebb dalának”.

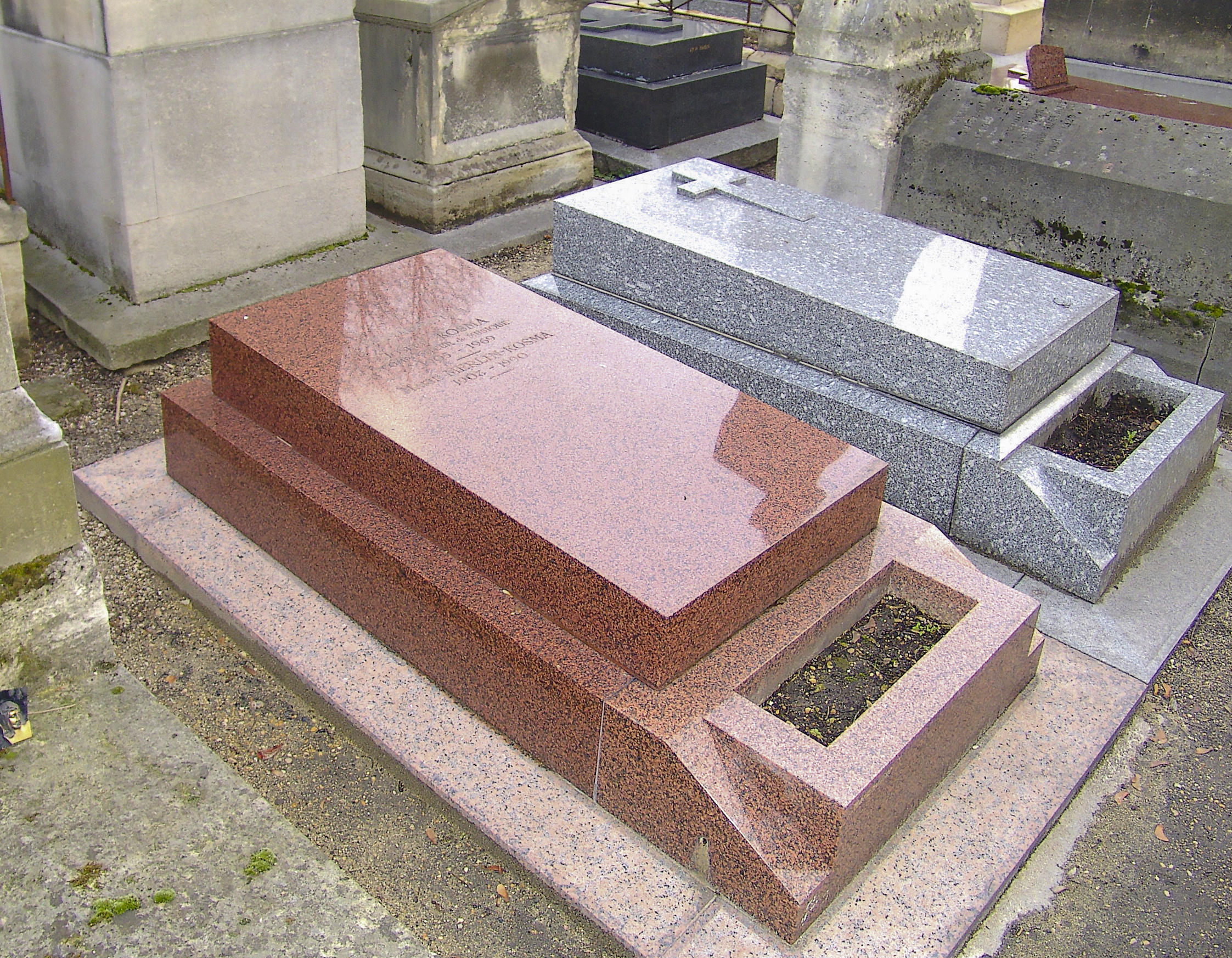
Kozma József sírja Párizsban

Ezen kívül filmhez csak egy dalt komponált: Florelle dalát Prévert versére Jean Renoir Lange úr vétke című művébe 1936-ban. Marcel Carné Jennyjének főcímében jelenik meg először a neve. Ezután Renoirral dolgozott: ő írta meg az Állat az emberben számára a „sínek szimfóniájá”-t, és ő hangszerelte és állította össze a Marseillaise és A játékszabály klasszikus zenéjét. A háború után igyekezett szabadulni az 1930-as, 1940-es évek bevált „megzenésített főcímdal” konvenciójától, varieté- és kocsmaélményeit vitte a vászonra. Igazi népzenét, utcai dalokat írt, amelyek a hétköznapok valóságában gyökereznek, mégis finom költőiség fonja át őket - ideálisan folytatják Jacques Prévert dialógusait. Dalaiban a hagyományos kuplé/refrén szerkezetnél nagyobb szabadságot biztosított a szövegnek, hangszerelését forradalminak tartották a maga korában.
A filmzenéken kívül írt balettzenét, baletteket és pantomimeket Marcel Marceau-nak 1952-től, színpadi és kísérőzenét Jean-Paul Sartre darabjaihoz, zenekari, kamara- és vokális műveket, modern operát: A lyoni takácsokat Berlinben mutatták be 1959-ben; az Elektronikus szerelem bemutatója Párizsban 1961-ben, Budapesten pedig 1963-ban volt, a Huszárokat 1969-ben Lyonban, Fel, torreádor! című operettjét 1965-ben Győrben mutatták be. Carné Juliette, avagy az álmok kulcsa című filmjébe írt zenéjéért 1951-ben Cannes-ban megkapta a legjobb filmzene díját. Dalait a filmek tették népkinccsé. Máig leghíresebb és legtöbbet játszott sanzonjait Prévert-rel írta.

## Válogatott filmográfia
- Lange úr vétke / Le crime de Monsieur Lange 1936, F, r/d: Jean Renoir
- Párizs lámpafénynél / Jenny 1936, F, r/d: Marcel Carné
- Marseillaise, 1937, F, r/d: Jean Renoir
- Állat az emberben / La bête humaine, 1938, F, r/d: Jean Renoir
- Az éjszaka kapui / Les portes de la nuit, 1946, F, r/d: Marcel Carné
- Voyage surprise / Meglepő utazás, 1946, F, r/d: Pierre Prévert
- Le grand rendez-vous / A nagy találkozás, 1949, F, r/d: Georges Lampin
- Juliette avagy az álmok kulcsa / Juliette ou la clé des songes, 1951, F, r/d: Marcel Carné
- A zöld kesztyű / The Green Glove, 1951, USA-F, r/d: Máté Rudolf
- L'amant de Lady Chatterley / Lady Chatterley szeretője, 1955, F, r/d: Marc Allégret
- Fájdalom nélkül / Le cas du docteur Laurent, 1957, F, r/d: Jean-Paul Le Chanois
- In the French Style / À la française/Francia módra, 1963, F-USA, r/d: Robert Parrish

## Kép és hang
- Hulló levelek – Les Feuilles mortes – Autumn Leaves
  -  Yves Montand
  -  Édith Piaf
  - Előadó: Zsolnay Hédi[11]
  -  Eric Clapton
  - Előadó: Csondor Kata